# Hubert Nettinger
Hubert Nettinger (* 1969 in Landshut) ist ein deutscher Lied-, Konzert- und Oratoriensänger in der Stimmlage Tenor.

## Leben
Seine musikalische Grundausbildung erhielt er als Knabensolist bei den Regensburger Domspatzen (1979–1988). Folgend studierte er an der Hochschule für Katholische Kirchenmusik und Musikpädagogik Regensburg bei Peter Wetzler. Zudem nahm er Gesangsstunden bei der rumänischen Opernsängerin Carmen Hanganu und belegte Meisterkurse bei Christoph Prégardien. Nach seiner professionellen Gesangsausbildung wurde der junge Tenor in das international renommierte und seit über 25 Jahren existierende Vokalensemble Die Singphoniker aufgenommen.
Daneben ist Hubert Nettinger ein gefragter Interpret des geistlichen Konzertrepertoires. Diesbezüglich konzertiert er regelmäßig zusammen mit den Pianisten Jens Fuhr und am Hammerflügel mit Franz Raml. Ferner pflegt er eine intensive musikalische Zusammenarbeit mit dem Barockorchester La Band, Musica Fiata Köln und L’arpa festante.
Zahlreiche Konzertreisen führten ihn als Solist oder Ensemblesänger unter anderem nach Frankreich, Belgien, Österreich, Italien und in die USA. Weitere Stationen seiner regen Konzerttätigkeit waren: Rheingau-Festival, Ludwigsburger Festival, Schubertiade in Barcelona, die Tonhallen in Zürich und Basel sowie das Kultur- und Kongresszentrum Luzern. Trotz weltweiter Anfragen blieb der Sänger mit Konzerten in Landshut und Umgebung, in Deggendorf, in Vilsbiburg und in Passau seiner Heimat treu.
Zu seinem umfangreichen Repertoire gehören unter anderem Werke folgender Komponisten: Johann Sebastian Bach, Ludwig van Beethoven, Johann Bach, Anton Bruckner, Luigi Cherubini, Hugo Distler, Edward Elgar, Joseph Haydn, Claudio Monteverdi, Franz Schubert, Heinrich Schütz, Andrew Lloyd Webber und Kurt Weill.
Ab 2009 zog sich Nettinger schrittweise aus dem Sängerleben zurück.

## Preise und Auszeichnungen
- 1995 Jugendkulturpreis des Rotary-Clubs
- 1997 Preisträger beim internationalen Wettbewerb der Konzertgesellschaft München im Fach Lyrischer Tenor
- 1998 Preis der Bayerischen Volksstiftung
- 2004 Kulturförderpreis der EON Bayern AG